# Torneo Interbritannico 1893
Il Torneo Interbritannico 1893 fu la decima edizione del torneo di calcio conteso tra le Home Nations dell'arcipelago britannico. Il torneo fu vinto dalla nazionale inglese.

## Risultati
| Data             | Luogo      | Squadra 1   | Risultato | Squadra 2 |
| ---------------- | ---------- | ----------- | --------- | --------- |
| 25 febbraio 1893 | Birmingham | Inghilterra | 6 - 1     | Irlanda   |
| 13 marzo 1893    | Stoke      | Inghilterra | 6 - 0     | Galles    |
| 18 marzo 1893    | Wrexham    | Galles      | 0 - 8     | Scozia    |
| 25 marzo 1893    | Glasgow    | Scozia      | 6 - 1     | Irlanda   |
| 1º aprile 1893   | Richmond   | Inghilterra | 5 - 2     | Scozia    |
| 8 aprile 1893    | Belfast    | Irlanda     | 4 - 3     | Galles    |

## Classifica
| Pos | Squadra     | Pti | G | V | N | P | GF | GS |
| --- | ----------- | --- | - | - | - | - | -- | -- |
| 1   | Inghilterra | 6   | 3 | 3 | 0 | 0 | 17 | 3  |
| 2   | Scozia      | 4   | 3 | 2 | 0 | 1 | 16 | 6  |
| 3   | Irlanda     | 2   | 3 | 1 | 0 | 2 | 6  | 15 |
| 4   | Galles      | 0   | 3 | 0 | 0 | 3 | 3  | 18 |

## Vincitore
| Campione 1893 Inghilterra |